# 500 dagar om året
500 dagar om året är ett studioalbum av Tomas Ledin, släppt 2009.

## Låtlista
| 1.           | 500 dagar om året             | Tomas Ledin                  | 4:23  |
| 2.           | Att inte göra någonting alls  | Tomas Ledin                  | 2:55  |
| 3.           | Medelklassens okrönta kungar  | Tomas Ledin                  | 4:03  |
| 4.           | Alldeles för lätt             | Tomas Ledin                  | 4:28  |
| 5.           | Din vän i alla fall           | Tomas Ledin                  | 4:46  |
| 6.           | Dyningar                      | Tomas Ledin                  | 0:43  |
| 7.           | Atlantkustens kyliga smekning | Tomas Ledin                  | 6:39  |
| 8.           | Vår egen sång                 | Tomas Ledin                  | 4:22  |
| 9.           | Ut på vägarna igen            | Tomas Ledin                  | 3:56  |
| 10.          | Håll ut                       | Tomas Ledin, Lasse Andersson | 4:06  |
| 11.          | Kanske kvällens sista dans    | Tomas Ledin                  | 4:38  |
| Total längd: | Total längd:                  | Total längd:                 | 45:05 |

## Listplaceringar
| Lista (2009-2010) | Position |
| ----------------- | -------- |
| Sverige           | 2        |

### Fotnoter
1. ↑  Listplacering